# Ray Austin (Boxer)
Ray Austin (* 31. Oktober 1970 in Cleveland, Vereinigte Staaten) ist ein US-amerikanischer Schwergewichtsboxer.

## Leben
Ray Austins Vater war zwar Amateurboxer, er selbst war aber als Jugendlicher häufig in Straßenschlägereien verwickelt, war nie Amateur und kam eher durch Zufall zum Boxen. Im Alter von sechzehn Jahren wurde er in Detroit, wo er mit seiner Mutter lebte, der Schule verwiesen. Siebzehnjährig wurde er erstmals Vater und handelte mit Drogen. Als Achtzehnjähriger wurde Austin wegen Autodiebstahls verurteilt. 1992 ging der inzwischen Einundzwanzigjährige mit Kokain, das er in seiner Manteltasche vergessen hatte, zu seinem Bewährungshelfer, wurde erwischt und wurde zu weiteren vier Jahren Haft verurteilt. Die anvisierte Boxkarriere wurde zunächst auf Eis gelegt. Erst längere Zeit später, er arbeitete nach dem Gefängnisaufenthalt unter anderem bei einer Fastfood-Kette, begann er aus finanziellen Nöten doch noch mit dem professionellen Boxen. Austin hat fünf Kinder von drei Frauen und ist inzwischen zweimal geschieden.

## Profikarriere
Austin begann seine Laufbahn erst 1998 im Alter von fast 28 Jahren und verlor bereits sein Profidebüt nach Punkten. Im darauffolgenden Jahr konnte er dann mit Ron Guerrero und Cisse Salif zwei Gegner vorzeitig besiegen, die häufig als Sparringspartner bekannter Boxer fungierten und sich damit gewisses Ansehen verschafften.
Im Jahr 2000 verlor er aber gegen Harold Sconiers (nur 13 Siege in 20 Kämpfen) und ging gegen den schwedischen Olympiateilnehmer Attila Levin K. o. Zwar hatte er Levin in der ersten Runde am Boden, war dann aber im weiteren Kampfverlauf chancenlos. Nach eigenen Angaben hatte er sich in der ersten Runde die Hand angebrochen.
Damit schien ihm, auch aufgrund seines Alters, keine große Zukunft im Profiboxen beschert zu sein. Als er 2002 gegen einen indisponierten Lance Whitaker unentschieden boxte, wurde jedoch Don King auf ihn aufmerksam und nahm ihn unter Vertrag. Austin hatte Jameel McCline vor dessen Sieg gegen Whitaker als Sparringspartner gedient und daher dessen Stil studiert. Austin schlug dann in der Folgezeit eine Reihe hauptsächlich sorgfältig ausgewählte, wenig namhafte Gegner. 2005 errang er gegen Larry Donald ein weiteres Unentschieden.
Danach wurde er von der IBF für einen Ausscheidungskampf um eine hohe Ranglistenposition gegen den ebenfalls bei King unter Vertrag stehenden Owen Beck ausgewählt. Beck hatte in seinem vorigen Kampf eine WM-Ausscheidung der WBC durch K. o. gegen den King-Boxer Monte Barrett verloren. Austin konnte den Kampf nach Punkten für sich entscheiden und rückte damit auf die zweite Position der IBF-Rangliste hinter Wladimir Klitschko vor.
Durch Klitschkos Aufstieg zum IBF-Weltmeister im April 2006 wurde der erste Ranglistenplatz frei, so dass von der IBF ein Kampf zwischen Austin und dem Russen Sultan Ibragimow angeordnet wurde. Der Sieger sollte Pflichtherausforderer von Klitschko werden. Der Kampf endete am 28. Juli 2006 unentschieden; beide Boxer mussten im Kampfverlauf zu Boden. Am grünen Tisch ernannte die IBF-Präsidentin Austin dennoch zum Pflichtherausforderer, da der Ringrichter einen Niederschlag übersehen haben soll. Austin verlor den Kampf um die IBF-Weltmeisterschaft am 10. März 2007 in der SAP-Arena in Mannheim gegen Wladimir Klitschko in der zweiten Runde durch technisches KO. Der Kampf dauerte lediglich 4:25 Minuten.
Im November 2008 besiegte er in der chinesischen Stadt Chengdu den 40-jährigen Polen Andrzej Gołota. Gołota ging dabei bereits in den ersten Sekunden des Kampfes zu Boden und zog sich zudem im weiteren Verlauf der Runde eine Verletzung des linken Arms zu, so dass er den Kampf nach der ersten Runde aufgab. Im Oktober 2009 gelang Austin gegen den 41-jährigen DaVarryl Williamson ein weiterer vorzeitiger Sieg. In der vierten Runde schlug er durch einen Aufwärtshaken Williamson zu Boden, was zum Kampfabbruch durch den Ringrichter führte.